# Яблонский, Анатолий
Анато́лий Ябло́нский (укр. Анатоль Яблонський; 3 июля 1912, Киев — 1954, Париж) — украинский художник-византинист, иконописец.

## Биография
Анатолий родился в 1912 году в Киеве. Художественное образование получил во Львове и Париже как стипендиат митрополита А. Шептицкого. Член Ассоциации независимых украинских художников (АНУХ) и Союза изобразительных искусств.
С 1950 года Яблонский жил в Париже, где и умер в 1954 году.

## Творчество
Наиболее известными работами Яблонского являются стенописи в церквах монашеского ордена Студитов (укр. Студити) в Уневской Лавре, в монастыре сестёр Студиток (Студитки) в Суховоли, в монастырях ордена Студитов и сестёр Базилианок во Львове, две большие картины в зале совещаний Конгрегаций для совместных обрядов в Риме (Ватикан), иконостасы для 18 церквей в Галиции и в эмиграции. Он расписывал митрополитскую часовню во Львове, храмы в Яхторове, Бродах, Калуше, Владимирце, Самборе и других городах и сёлах.
Анатолий Яблонский расписывал своды и стены Кафедрального костёла Петра и Павла в Каменец-Подольском.
Яблонский работал также вместе с Павлом Ковжуном и М. Осинчуком. Известен он и как график, иллюстратор, исполнитель фольклористических композиций, а также альбома украинских князей и гетманов.
В последние годы жизни он создал несколько малых и больших икон для украинской грекокатолической церкви в Париже и альбом народной одежды.

### Создание марок
Анатолий Яблонский — автор серии памятных марок пластовой почты, вышедшей 11 февраля 1948 года в Ганновере (Британская зона Германии) по случаю 40-летия мирового скаутинга и в честь 91-й годовщины со дня рождения основоположника скаутинга лорда Баден-Пауэлла. Рисунок марок изображает руку скаута в скаутском приветствии, окружённую лилиями скаутских подразделений разных народов, принимавших участие во встрече. Печатались они в типографии Клеменса Штитца в Ганновере.
| Марки пластовой почты, созданные А. Яблонским (Ганновер, 1948)                                                                              | Марки пластовой почты, созданные А. Яблонским (Ганновер, 1948) |
| --- | -------------------------------------------------------------- |
| |                                                                |
| Памятная серия по случаю 40-летия мирового скаутинга и в честь 91-й годовщины со дня рождения основоположника скаутинга лорда Баден-Пауэлла |                                                                |